# Cima Altissima
La Cima Altissima (3.480 m s.l.m. - detta anche Altissima, Hochwilde in tedesco) è una montagna delle Alpi Venoste nelle Alpi Retiche orientali. Si trova lungo la linea di confine tra l'Italia (provincia di Bolzano) ed Austria (Tirolo).